# Салєєв Євген Сергійович
Євген Сергійович Салєєв (рос. Евгений Сергеевич Салеев; нар. 19 січня 1989) — російський борець греко-римського стилю, срібний призер чемпіонату світу, срібний призер Кубку світу. Майстер спорту Росії міжнародного класу.
Боротьбою займається з 1998 року. Бронзовий призер чемпіонатів Росії 2013 і 2014 років.

## Виступи на Чемпіонатах світу
| Змагання                        | Збірна | Вагова категорія | Місце  |
| ------------------------------- | ------ | ---------------- | ------ |
| Чемпіонат світу з боротьби 2014 | Росія  | 80 кг            | Срібло |

## Виступи на Кубках світу
| Змагання                    | Збірна | Вагова категорія | Місце  |
| --------------------------- | ------ | ---------------- | ------ |
| Кубок світу з боротьби 2014 | Росія  | 75 кг            | Срібло |

## Виступи на інших змаганнях
| Змагання                                         | Збірна | Вагова категорія | Місце  |
| ------------------------------------------------ | ------ | ---------------- | ------ |
| Турнір Івана Піддубного 2011                     | Росія  | 74 кг            | 11     |
| Турнір міста Сассарі 2011                        | Росія  | 74 кг            | Золото |
| Меморіал Іона Корнеану 2011                      | Росія  | 74 кг            | Бронза |
| Кубок Вантаа з боротьби 2011                     | Росія  | 74 кг            | Бронза |
| Турнір Івана Піддубного 2013                     | Росія  | 74 кг            | Бронза |
| Кубок Рамзана Кадирова 2013                      | Росія  | GR 84кг          | Золото |
| Вогні Москви 2013                                | Росія  | 74 кг            | Бронза |
| Меморіал Олега Караваєва 2013                    | Росія  | 74 кг            | Золото |
| Турнір Івана Піддубного 2014                     | Росія  | 75 кг            | 15     |
| Міжнародний турнір Любомира Івановича-Гедзи 2014 | Росія  | 75 кг            | Золото |
| Кубок Владислава Пітласинські 2014               | Росія  | 80 кг            | Золото |
| Турнір Вехбі Емре 2014                           | Росія  | 80 кг            | Золото |